# Don’t Take Your Guns to Town
«Don't Take Your Guns to Town» — песня американского исполнителя Джонни Кэша, выпущенная в декабре 1958 года в качестве сингла, а в январе 1959 года вошедшая в первый альбом Кэша для Columbia Records The Fabulous Johnny Cash.
Песня повествует о молодом самоуверенном ковбое Билли Джо, который проигнорировал мольбы матери оставить оружие дома перед тем как отправиться в город. Он попытался успокоить мать заявлением что не собирается использовать оружие без причины и что он является быстрым и метким стрелком. Однако, мать не переставала рыдать и умолять его одуматься даже когда Билли Джо выехал за ворота. В городе, первым делом он решил заглянуть в бар, где его поднял на смех другой ковбой. Уязвлённый Билли Джо потянулся за пистолетом, но обидчик оказался быстрее.
Сингл стал пятым релизом Кэша, занявшим вершину кантри-чарта, где продержался шесть недель, а также он достиг 32 строчки чарта Billboard Hot 100. На обратную сторону пластинки была помещена песня «I Still Miss Someone», написанная Кэшем совместно со старшим братом Роем, которая также вышла на альбоме The Fabulous Johnny Cash.
В 1998 году обе песни были включены в совместный c Вилли Нельсоном концертный альбом VH1 Storytellers: Johnny Cash & Willie Nelson.
В 2001 году кавер-версия песни вышла в качестве би-сайда сингла «Elevation» ирландской рок-группы U2.

## Список дисков, на которых выпускалась песня
- The Fabulous Johnny Cash (1958)
- Classic Cash: Hall of Fame Series (1988)
- VH1 Storytellers: Johnny Cash & Willie Nelson (1998)

## Чарты
| Чарт (1958–1959)                   | Позиция |
| ---------------------------------- | ------- |
| U.S. Billboard Hot Country Singles | 1       |
| U.S. Billboard Hot 100             | 32      |